# Mandy Walker
Mandy Walker (Melbourne, 1963) è una direttrice della fotografia australiana, candidata al Premio Oscar alla migliore fotografia.

## Biografia
Dopo la laurea, ha intrapreso studi cinematografici per poi diventare assistente e direttrice della fotografia in diversi documentari e video musicali. Nel 1990, inizia la sua carriera nel cinema con Return Home. Successivamente, lavora per Tutte pazze per Ken, Il pozzo, Lantana eL'inventore di favole. Nel 2008, ha lavorato per la prima volta con il regista Baz Luhrmann, in Australia. Inoltre, ha girato molteplici spot televisivi per diverse aziende, tra cui Nike, Toyota, Caltex, AT&T Mobility e Chanel n. 5. Quest'ultimo, è stato diretto da Baz Luhrmann e interpretato da Nicole Kidman. Nel 2022, è stata candidata al Premio Oscar alla migliore fotografia per Elvis. Grazie a questo film, è stata candidata anche ad un BAFTA.

## Filmografia

### Direttrice della fotografia

#### Cinema
- Salt, Saliva, Sperm and Sweat, regia di Philip Brophy (1988)
- Return Home, regia di Ray Argall (1990)
- As the Mirror Burns, regia di Di Bretherton e Cristina Pozzan (1991)
- Eight Ball, regia di Ray Argall (1992)
- Parklands, regia di Kathryn Millard (1996)
- Tutte pazze per Ken (Love Serenade), regia di Shirley Barrett (1996)
- Life, regia di Lawrence Johnston (1996)
- Il pozzo (The Well), regia di Samantha Lang (1997)
- Walk the Talk, regia di Shirley Bennett (2000)
- Lantana, regia di Ray Lawrence (2001)
- Australian Rules, regia di Paul Goldman (2002)
- L'inventore di favole (Shattered Glass), regia di Billy Ray (2003)
- Australia, regia di Baz Luhrmann (2008)
- Beastly, regia di Daniel Barnz (2011)
- Cappuccetto rosso sangue (Red Riding Hood), regia di Catherine Hardwicke (2011)
- Tracks - Attraverso il deserto (Tracks), regia di John Curran (2013)
- Truth - Il prezzo della verità (Truth), regia di James Vanderbilt (2015)
- Jane Got a Gun, regia di Gavin O'Connor (2015)
- Il diritto di contare (Hidden Figures), regia di Theodore Melfi (2016)
- Il domani tra di noi (The Mountain Between Us), regia di Hany Abu-Assad (2017)
- Mulan, regia di Niki Caro (2020)
- Elvis, regia di Baz Luhrmann (2022)
- Biancaneve (Snow White), regia di Marc Webb (2025)

#### Televisione
- Everyman - serie TV (1992)
- Naked: Stories of Men - serie TV, episodio 1x05 (1996)
- Gilded Lilys, regia di Brian Kirk - film TV (2013)
- Only Human, regia di Gavin O'Connor - film TV (2014)

### Produttrice
- Orpheate, regia di Ruby Bell - cortometraggio (2020)
- Tangent, regia di Ruby Bell - cortometraggio (2021)

### Attrice
- Pavane, regia di Jocelyn Moorhouse (1983)

## Riconoscimenti
- Premio Oscar
  - 2023 - Candidatura alla migliore fotografia per Elvis[11]
- BAFTA
  - 2023 - Candidatura alla migliore fotografia per Elvis[12]
- Satellite Award
  - 2008 - Migliore fotografia per Australia
  - 2023 - Candidatura alla migliore fotografia per Elvis